# دارين مكنمارا
دارين مكنمارا (بالإنجليزية: Darren McNamara)‏ هو سائق سباق أيرلندي، ولد في 10 سبتمبر 1982 في كورك في جمهورية أيرلندا.